# Parrocchie civili del South Yorkshire
Questa è una lista delle parrocchie civili del South Yorkshire, Inghilterra.

## Barnsley
- Billingley
- Brierley
- Cawthorne
- Dunford
- Great Houghton
- Gunthwaite and Ingbirchworth
- High Hoyland
- Hunshelf
- Langsett
- Little Houghton
- Oxspring
- Penistone †
- Shafton
- Silkstone
- Stainborough
- Tankersley
- Thurgoland
- Wortley

## Doncaster
- Adwick upon Dearne
- Armthorpe
- Askern
- Auckley
- Austerfield
- Barnburgh
- Barnby Dun with Kirk Sandall
- Bawtry
- Blaxton
- Braithwell
- Brodsworth
- Burghwallis
- Cadeby
- Cantley
- Clayton with Frickley
- Conisbrough Parks
- Denaby
- Edenthorpe
- Edlington
- Fenwick
- Finningley
- Fishlake
- Hampole
- Hatfield
- Hickleton
- High Melton
- Hooton Pagnell
- Kirk Bramwith
- Loversall
- Marr
- Moss
- Norton
- Owston
- Rossington
- Sprotbrough and Cusworth
- Stainforth
- Stainton  (in precedenza Stainton Urban)
- Sykehouse
- Thorne
- Thorpe in Balne
- Tickhill †
- Wadworth
- Warmsworth
- Wheatley Hills

## Rotherham
- Aston cum Aughton
- Bramley
- Brampton Bierlow
- Brinsworth
- Catcliffe
- Dalton
- Dinnington St. John's
- Firbeck
- Gildingwells
- Harthill with Woodall
- Hooton Levitt
- Hooton Roberts
- Laughton-en-le-Morthen
- Letwell
- Maltby (2000)
- North and South Anston
- Orgreave
- Ravenfield
- Thorpe Salvin
- Thrybergh
- Thurcroft
- Todwick
- Treeton
- Ulley
- Wales
- Wentworth
- Whiston
- Wickersley
- Woodsetts

## Sheffield
- Bradfield
- Ecclesfield
- Stocksbridge †